# درازوو
درازوو (به لاتین: Drazhevo) یک منطقهٔ مسکونی در بلغارستان است که در شهرستان تونجا واقع شده‌است.